# حلیه‌نویسی

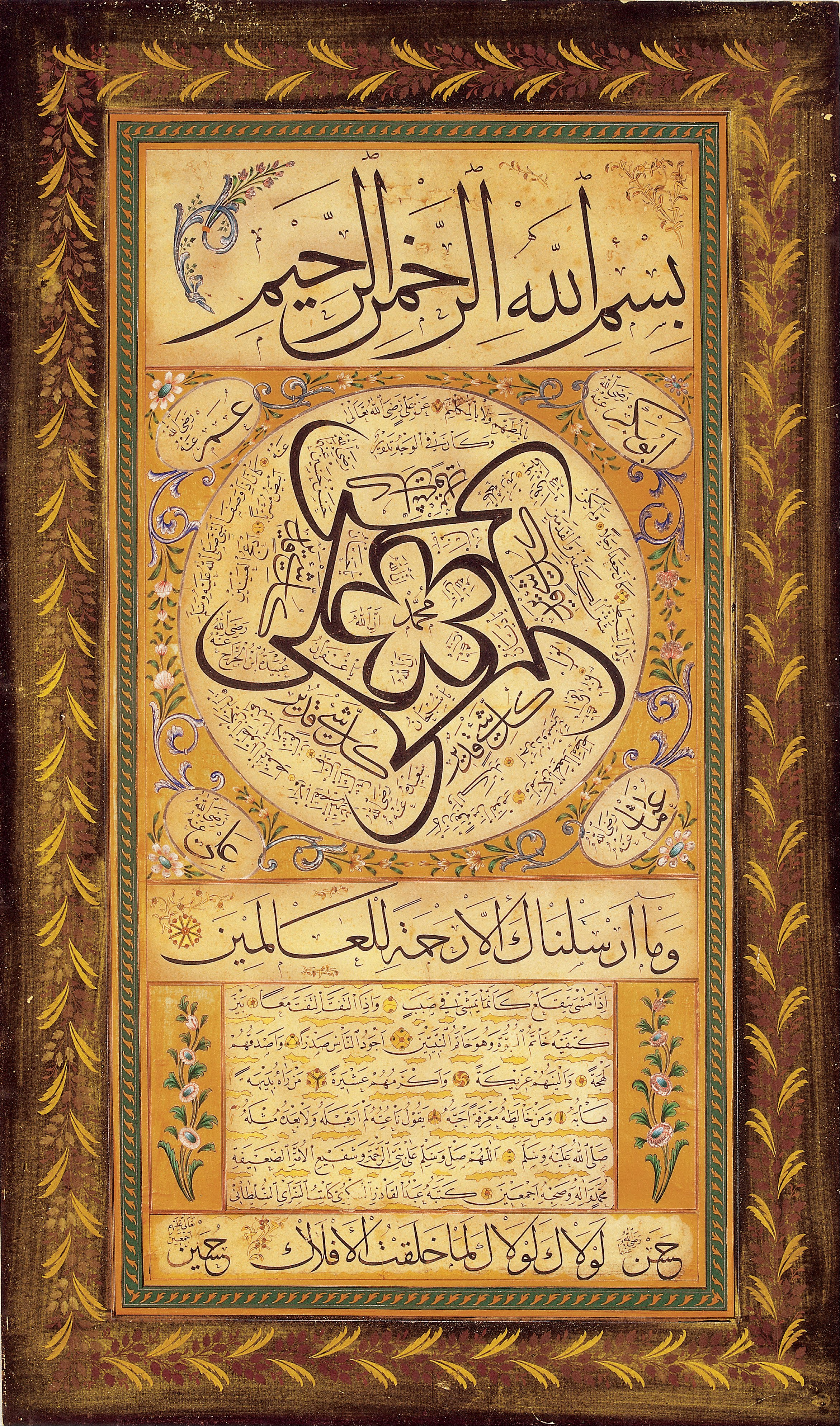
اثر حِلیه‌نویسی شده از عبدالقدیر شکری اَفندی، هنرمند اهل عثمانی به حوالی سدهٔ ۱۹ میلادی.

حِلیه‌نویسی، نوعی قطعه‌نویسی مذهبی است که عمدتاً مشتمل بر وصف شمایل محمد، پیامبر اسلام و گاه امامان شیعه می‌شود.

## تاریخچه
رواج حلیه‌نویسی در بین عثمانیان بوده و آن‌ها به واسطه این کار می‌خواستند محبت خود را به پیامبر اسلام نشان بدهند و مورد شفاعت او قرار بگیرند. آن‌ها به دلیل حرمت شمایل‌نگاری در اسلام، روایتی از علی بن ابی‌طالب را که ویژگی‌های ظاهری، منشی و سلوک پیامبر اسلام را توصیف می‌کرد، خطاطی می‌کردند. اما حلیه‌نویسی در بین ایرانیان رواج چندانی نداشته چراکه هنرمندان ایرانی، نمونه‌های کمی از حلیه را طراحی و خطاطی و کرده‌بودند اما اکنون، سرآمد حلیه‌نویسی هنرمندان ایرانی هستند.
حافظ عثمانی مبدع حلیه‌نویسی معرفی شده‌است. وی حلیه‌ها را با خط نسخ و در اندازه‌ای کوچک می‌نوشت که بتوان آن‌ها را در جیب گذاشت.

## ساختار
ساختار هندسی حلیه به این صورت است که یک دایره بزرگ را در داخل یک کادر مستطیلیِ عمودی شکل می‌گذاردند و در چهار گوشه این دایره بزرگ، چهار دایره کوچک می‌کشند، سپس در بالا و پایین این دایره دو مستطیل افقی شکل بزرگ می‌کشیدند و زیر مستطیل پایین، یک مستطیل کم عرض‌تر نیز رسم می‌کردند.
در مستطیل بالای دایره، آیه «بسم الله الرحمن الرحیم» و در مستطیل پایین دایره، آیه‌ای از قرآن که در وصفِ پیامبر اسلام است را می‌نوشتند، این آیه معمولاً آیه «و ما ارسلناک الا رحمه للعالمین» یا آیه «و انک لعلی خلق عظیم» است. در دایره وسط نیز یکی از احادیث نبوی نوشته می‌شد و در چهار دایره دیگر نام پنج تن آل عبا (به غیر از پیامبر اسلام) یا نام خلفای راشدین نوشته می‌شد. در مستطیل کم عرض زیرین نیز باقی روایتی که در دایره وسط وجود داشت نوشته می‌شد.